# Sobolew (krater)
Sobolew (ros. Соболев) – krater uderzeniowy położony w Kraju Nadmorskim w Rosji. Krater jest widoczny na powierzchni ziemi, na jego obszarze prowadzono wiercenia.

## Charakterystyka
Jest to bardzo młody krater o wieku ocenianym na mniej niż tysiąc lat. Ma średnicę około 50 metrów. Utworzył go upadek meteoroidu na skały osadowe pokrywające podłoże krystaliczne. Znalezione w pobliżu krateru fragmenty żelaznej materii meteorytowej wskazują, że był to meteoroid żelazny.